# 馮慶彪
馮慶彪醫生（Dr Robert Fung），香港著名兒科醫生，名流馮秉芬爵士之子，聯合國兒童基金會香港委員會前主席。

## 簡歷
- 先後畢業於美國哈佛大學及加拿大麥吉爾大學
- 任職兒科醫生40餘年
- 致力於推廣公益事務，活躍於聯合國兒童基金會、香港青少年獎勵計劃、扶輪社等機構。
- 國際跆拳道香港總會榮譽會長

## 名下馬匹
他是香港賽馬會的會員，名下馬匹包括「精趣」（與姚貽昌、彭廣華合夥擁有）、「至尊」（與崔寶榮合夥擁有）。

## 外部連結
- 馮慶彪小檔案 （页面存档备份，存于） 明報通識版 > 增值跳板 2006年10月12日
- 香 港 醫 生 網[永久]